# Traité de Paris (1600)
Le traité de Paris est un traité de paix, qui a échoué, signé à Paris, le 27 février 1600, entre le duc de Savoie Charles-Emmanuel Ier et le roi de France Henri IV. Il s'agit de l'un des épisodes de la guerre que se font les deux Etats depuis 10 ans.

## Contexte
En 1588, le duc de Savoie, Charles-Emmanuel Ier, prend possession du marquisat de Saluces, profitant des tensions religieuses et civiles qui secouent le royaume de France. En effet, l'autorité du roi Henri III est affaiblie et le duc de Savoie après s'être emparé du marquisat, prend pied en Lyonnais et en Provence, à la mort du roi, en 1589. Une contre-offensive française met fin à ces deux actions en 1591, puis 1593. En 1595, une trêve doit être signée à deux reprises par le nouveau roi, Henri IV. Ce dernier refuse imposant de nouvelles conditions. La tensions perdure et le conflit reprend. La question du marquisat de Saluces prend une dimension majeure dans le règlement du conflit, elle est une « question d'honneur et de prestige international », selon l'historien Nicolas Le Roux.
Les tractations de Vervins, en 1598, entre la France et l'Espagne, alliée de la Savoie, n'abordent cependant pas la question du marquisat. Le Pape a obtenu une année pour arbitrer qui était le possesseur de Saluces. Toutefois le roi refuse tout compromis considérant que l'acquisition du marquisat par le duc était un affront fait à la couronne. L'arbitrage papal est finalement abandonné.
Désormais, deux voies permettraient de trouver un règlement, une entente entre les deux princes ou la guerre. Le duc Charles-Emmanuel Ier souhaite négocier et se rend après du roi de France,. Bien que résolu à ne pas renoncer à Saluces, Henri IV accepte de recevoir le duc.
Le 1er décembre 1599, le duc quitte Chambéry pour se rendre à Paris. Le 13 décembre 1599, Charles-Emmanuel Ier arrive à la cour, installée à Fontainebleau. Le 16 ou le 17, Henri IV le fait entrer dans Paris.

## Vers un nouveau traité

### Négociations
Le duc cherche à garder le marquisat de Saluces qu'il avait pris en 1588. Il propose, en échange, une alliance contre l'Espagne et une aide pour la prise du Milanais. Le roi cependant refuse de prendre part à des négociations qui lui feraient abandonner la question de Saluces.
Le 24 janvier 1600, les discussions débutent, à l'hôtel de Montmorency et elles sont placées sous les auspices du Patriarche de Constantinople,.
Des commissaires représentants les intérêts des deux parties sont nommés. Le roi de France se fait représenter par le connétable de Monmorency, le surintendant des finances Pomponne de Bellièvre, le maréchal Charles de Gontaut-Biron, Nicolas IV de Neufville de Villeroy, Maximilien de Béthune, ainsi que André Hurault de Maisse, conseiller d'État,. Les représentants du duc sont son chancelier Domenico Belli ; son conseiller d'État et chambellan, le marquis Gaspard de Genève-Lullin ; René de Lucinge, sieur des Allymes, ancien ambassadeur du duc de Savoie auprès du roi de France ; l'écuyer Chabot de Jacob ; le comte de Morette ; les présidents Morzzoro et Mgr Jean-François Berliet, archevêque de Tarentaise et le marquis de Roncas,. La première réunion a lieu le 24 décembre 1599.
La volonté française est de récupérer le marquisat de Saluces. Les Savoyards souhaitent toujours faire un échange, où ils garderaient leur nouvelle possession, et qu'ils donneraient au roi de France une partie de la Bresse, Barcelonnette (Provence) et Casteldelfino (Piémont). Le sujet de Genève, entre les mains des Réformés, est également abordé avec le duc qui abandonnerait ses droits sur la cité. Les Français maintiennent leurs exigences et ne souhaitent pas aborder la question genevoise, la Suisse étant leur alliée. Dans les derniers jours de décembre, les Savoyards associent Casteldelfino, d'autres places fortes situées dans la vallée de la Stura di Demonte et ailleurs.

### La signature du traité
Le « traité faict à Paris entre le roy et le duc de Savoye » est signé le 27 février 1600,. La convention prévoit que le duc doit restituer le marquisat de Salices et la rive droite du Rhône (Bresse), ainsi que les vallées de Barcelonette et de la Stura, dans un délai de 3 mois,.

## Les suites du traité
Le duc Charles-Emmanuel Ier hésite et laisse passer la date du 1er juin. Il espère que le traité ne soit jamais appliqué, pariant sur un soulèvement embrasant la France, mais aussi une intervention de l'Espagne ainsi que de l'action des conseillers du roi de France, le connétable de Monmorency et le maréchal Biron, auprès de leur souverain pour ne pas donner de suites. Le duc, à force d'hésiter, finit par être pris au piège entre l'Espagne et le roi de France, qui s'impatiente.
Les Espagnols sont pris dans la guerre aux Pays-Bas et ne semblent pas être enclins à venir soutenir le duc. Le roi de France en profite pour déclarer la guerre à la Savoie, le 11 août 1600 à Lyon. La campagne est rapide et les vallées savoyardes de la Maurienne, de la Tarentaise et du Beaufortain sont rapidement occupées.
La guerre franco-savoyarde trouve son règlement lors du traité de Lyon, le 18 janvier 1601,.